# Ernesto Nathan (rugbista)
Ernesto Nathan (1913) è stato un rugbista a 15 italiano, tre quarti centro di S.S. Lazio, A.S. Roma e Rugby Roma ed internazionale per l'Italia.

## Biografia
Ernesto Nathan è il figlio di Goffredo e il nipote dell'omonimo politico anglo-italiano, sindaco di Roma e gran maestro del Grande Oriente d'Italia.
Il padre, nato a Roma, era un ingegnere che aveva praticato il rugby ad Oxford a fine Ottocento e, successivamente, fondatore, insieme al figlio, e primo allenatore della Rugby Roma; dal 1893 al 1897 aveva frequentato la facoltà di Giurisprudenza all'Università di Roma e di Bologna; nell'aprile del 1899 all'età di 25 anni era stato incaricato, insieme all'ing. britannico H.P. Hornibrooke, da Ferdinando Martini, governatore dell'Eritrea ed amico personale del padre Ernesto, di effettuare una prima serie di ricerche minerarie nella Colonia eritrea, volte ad individuare dei filoni auriferi. Tornò nella colonia diverse volte, come nel settembre 1903, facendo aumentare la presenza massonica a Massaua e nella capitale Asmara.

### Carriera sportiva
Ernesto gioca a livello di club con S.S. Lazio, A.S. Roma e Rugby Roma, cedendo nelle finali scudetto 1928-29 e 1930-31 rispettivamente contro Ambrosiana e Amatori Milano ed arrivando in seconda posizione nel 1929-30 e nel 1931-32.
Nel 1929, dopo aver fondato la prima squadra della S.S. Lazio nel 1927, confluì insieme a tutti gli altri giocatori nella nascente A.S. Roma, seguendo un'analoga iniziativa già fatta nel calcio; questa Società durò appena un anno: il 21 ottobre 1930 in via di Villa Torlonia 10, fa parte insieme al padre del gruppo di giocatori ed amici che, a casa dell'ambasciatore Adolfo Vinci, padre dei fratelli Vinci detti i Quattro moschettieri, fondò la Rugby Roma.
Il 29 maggio 1930, a Milano, esordisce a livello internazionale disputando, contro la Spagna, quella che sarà la rivincita della prima partita internazionale dell'Italia del 1929 a Barcellona, alla quale non poté partecipare per motivi di lavoro benché convocato; il match viene vinto col punteggio di 3-0, grazie ad una meta di Vinci II.